# Петренко, Николай Константинович
Николай Константинович Петренко (род. 30 июня 1955) — советский борец вольного стиля, призёр чемпионатов СССР и мира, чемпион Европы. Увлёкся борьбой в 1969 году. Участвовал в восьми чемпионатах СССР. В 1974 году выполнил норматив мастера спорта СССР. Член сборной команды страны в 1979-1980 годах. Завершил спортивную карьеру в 1983 году.

## Спортивные результаты
- Чемпионат СССР по вольной борьбе 1976 года — ;
- Чемпионат СССР по вольной борьбе 1977 года — ;
- Чемпионат СССР по вольной борьбе 1983 года —